# Садыхов, Аждар Тарверди оглы
Аждар Тарверди оглы Садыхов (азерб. Əjdər Tarıverdi oğlu Sadıqov; 12 июня 1924, Араткент Второй, Шемахинский уезд — ?) — советский азербайджанский хлебороб, Герой Социалистического Труда (1951).

## Биография
Родился 12 июня 1924 года в селе Араткент Второй Шемахинского уезда Азербайджанской ССР (ныне село Аратлы Джуруглу Ахсуинского района).
Участник Великой Отечественной войны. 
В 1944—1979 годах — бригадир, председатель колхоза «Узбекистан» Ахсуинского района, с 1979 года — председатель исполкома Арабушагинского сельского Совета. В 1949 году получил урожай пшеницы 33,8 центнеров с гектара на площади 42 гектаров.
Указом Президиума Верховного Совета СССР от 12 января 1951 года за получение высоких урожаев пшеницы в 1949 году Садыхову Аждару Тарверди оглы присвоено звание Героя Социалистического Труда с вручением ордена Ленина и золотой медали «Серп и Молот».
Активно участвовал в общественной жизни Азербайджана. Член КПСС с 1958 года.